# Norwich (Connecticut)
Pour les articles homonymes, voir Norwich (homonymie).
La ville américaine de Norwich est située dans le comté de New London, dans l’État du Connecticut. Elle s'est édifiée au début du XVIIe siècle à la confluence du Yantic et du Shetucket, qui devient à partir de là navigable, et prend le nom de Thames. Sa population s’élevait à 40 125 habitants lors du recensement de 2020. La municipalité s'étend sur 29,41 milles carrés (76,17 km2), dont 1,35 milles carrés (3,5 km2) d'étendues d'eau.

## Histoire

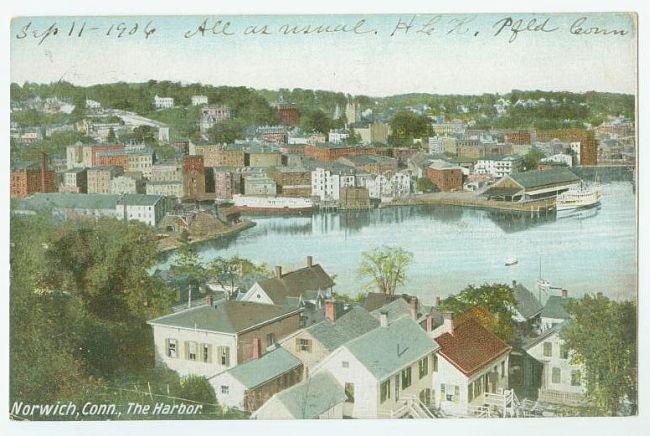
Le port (1906).

La colonie de Norwich a été fondée en 1659 à l'emplacement de l'actuelle Norwichtown par des hommes de la Colonie de Saybrook emmenés par le commandant  Mason et le révérend James Fitch. Ils achetèrent au sachem des Mohegan, Uncas, la terre de "nine miles square". L'un des colons de Norwich n'était autre que Thomas Leffingwell, qui sauva la vie à Uncas alors que celui-ci était cerné par ses ennemis de la tribu des Narragansett. En 1668, ces hommes aménagèrent une estacade à Yantic Cove. Le village recouvrait les 5 km entourant Norwichtown Green. Les 69 familles se partagèrent les terres.
Norwich devient une municipalité en 1662. Elle doit son nom à la ville anglaise de Norwich, peut-être parce que celle-ci se situe au nord de Londres (London) comme Norwich (Connecticut) se trouve au nord de New London.
Dès 1694, les appontements construits à l'embouchure de la Rivière Thames (Connecticut) (dans l'actuel faubourg de Chelsea) recevaient des cargaisons par voie de mer.

## Démographie
| 1756  | 1774  | 1782  | 1800  | 1810  | 1820  |
| ----- | ----- | ----- | ----- | ----- | ----- |
| 5 540 | 7 327 | 7 325 | 3 476 | 2 976 | 2 983 |

| 1830  | 1840  | 1850  | 1860   | 1870   | 1880   |
| ----- | ----- | ----- | ------ | ------ | ------ |
| 3 135 | 4 200 | 6 139 | 14 048 | 16 653 | 15 112 |

| 1890   | 1900   | 1910   | 1920   | 1930   | 1940   |
| ------ | ------ | ------ | ------ | ------ | ------ |
| 16 156 | 17 251 | 20 367 | 22 304 | 23 021 | 23 652 |

| 1950   | 1960   | 1970   | 1980   | 1990   | 2000   |
| ------ | ------ | ------ | ------ | ------ | ------ |
| 23 429 | 38 506 | 41 739 | 38 074 | 37 391 | 36 117 |

| 2010   | - | - | - | - | - |
| ------ | - | - | - | - | - |
| 40 493 | - | - | - | - | - |

## Climat
| Mois            | jan. | fév. | mars | avril | mai  | juin | jui. | août | sep. | oct. | nov. | déc. | année |
| --------------- | ---- | ---- | ---- | ----- | ---- | ---- | ---- | ---- | ---- | ---- | ---- | ---- | ----- |
| T. min. moy.    | −6   | −5,1 | −1,4 | 3,9   | 9,4  | 14,7 | 18,2 | 17,1 | 12,7 | 6,4  | 1,3  | −2,8 | 5,7   |
| T. moy. (°C)    | −1,4 | −0,2 | 3,7  | 9,6   | 15,2 | 20,2 | 23,6 | 22,6 | 18,4 | 12,1 | 6,4  | 1,7  | 11    |
| T. max. moy.    | 3,2  | 4,7  | 8,8  | 15,2  | 21,1 | 25,8 | 28,9 | 28,1 | 24,2 | 17,7 | 11,7 | 6,2  | 16,3  |
| Rec. de fr.     | −29  | −27  | −18  | −8    | −3   | 1    | 6    | 4    | −2   | −8   | −14  | −25  | −29   |
| Rec. de ch.     | 21   | 22   | 29   | 34    | 37   | 37   | 38   | 39   | 36   | 31   | 26   | 25   | 39    |
| Préc. (mm)      | 99   | 95   | 129  | 120   | 92   | 108  | 92   | 112  | 122  | 123  | 106  | 126  | 1 325 |
| dont neige (cm) | 23   | 18   | 13   | 2     | 0    | 0    | 0    | 0    | 0    | 0    | 0,76 | 14   | 71    |
| J. avec préc.   | 10,8 | 9,6  | 10,4 | 10,8  | 11,3 | 10,1 | 9,4  | 8,7  | 8,6  | 10,3 | 9,3  | 10,9 | 120,2 |
| J. avec n.      | 3,5  | 3    | 2    | 0,2   | 0    | 0    | 0    | 0    | 0    | 0    | 0,2  | 2,4  | 11,3  |

## Sport
La ville dispose de nombreuses installations sportives, parmi lesquelles le Senator Thomas J. Dodd Memorial Stadium (pour la pratique du baseball).